# Тамаевка
 Тама́евка  — деревня в Арзамасском районе Нижегородской области Российской Федерации. В рамках организации местного (муниципального) самоуправления входит в состав городского округа город Арзамас.

## География
Местность относится к лесостепной части:20, в орогидрографическом отношении относится к западной
части Приволжской возвышенности и представляет собой приподнятую равнину,
расчленённую системами рек, относящихся к бассейну р.р. Оки и Волги:25.
Климат, как и во всем районе, умеренно-континентальный:20.

## История
До 1 января 2023 года входила в упразднённый Шатовский сельсовет.

## Население
| 2002 | 2010 |
| ---- | ---- |
| 4    | ↗6   |

## Инфраструктура
Личное подсобное хозяйство с зоной сельскохозяйственного использования, индивидуальная застройка усадебного типа.

## Достопримечательности, памятные места
Покровская церковь:140

## Транспорт
Автобусное сообщение с райцентром. Остановка общественного транспорта «Тамаевка» при въезде в деревню. 